# Kanton Mont-Saint-Aignan
Kanton Mont-Saint-Aignan is een kanton van het Franse departement Seine-Maritime. Het kanton maakt deel uit van het arrondissement Rouen.

## Gemeenten
Het kanton Mont-Saint-Aignan omvat de volgende gemeenten:
- Déville-lès-Rouen
- Mont-Saint-Aignan (hoofdplaats)

Bij de herindeling van de kantons in 2014-2015 werd de samenstelling van dit kanton niet gewijzigd. 